# Peter Goschka
Peter Goschka (* 25. Oktober 1937 in Hamburg) ist ein ehemaliger deutscher Boxer.

## Leben
Goschka boxte als Amateur für den Hamburger Verein BC Sportmann und war dort Schützling von Trainer Alfred Rehn. Goschkas Vater war zweiter Vorsitzender des Verein. Im Dezember 1959 wechselte er zum Polizei-SV. Bei der Europameisterschaft 1957 in Prag gewann er im Bantamgewicht die Bronzemedaille und bei der EM 1959 in Luzern Silber im Federgewicht. Deutscher Meister wurde er dreimal: 1957 in der Gewichtsklasse bis 54 Kilogramm, 1958 und 1959 jeweils in der Gewichtsklasse bis 57 Kilogramm. Deutscher Vizemeister in der Klasse bis 51 Kilogramm war Goschka im Jahr 1956.
Seinen Einstand als Berufsboxer gab der Hamburger Ende März 1960 in Dortmund. Bis Mitte Juni 1961 gewann Goschka 13 Kämpfe in Folge, Ende September 1961 steckte er im in Berlin ausgetragenen Duell mit dem Algerier Abderamane Faradji seine erste Niederlage ein. Anfang Dezember 1962 erhielt Goschka die Gelegenheit, auf einer Veranstaltung in der Hamburger Ernst-Merck-Halle gegen den deutschen Leichtgewichtsmeister Conny Rudhof um den Titel zu kämpfen. Rudhof wurde im Vorfeld des Duells als der „boxerisch vielseitigere Mann“ der beiden eingestuft. Der nach Einschätzung des Hamburger Abendblatts „grandios seine Chance“ suchende Goschka verlor den Kampf, obwohl er Rudhof zweimal zu Boden schlug. In der elften Runde stand Rudhof als Sieger durch Abbruch fest.
Zu Goschkas Stärken gehörten das Konterboxen und seine Schlagkraft. Im September 1963 kämpfte er in Hamburg gegen Hans-Peter Schulz um den deutschen Meistertitel in der damals neuen Gewichtsklasse Junior-Leichtgewicht. Obwohl Goschkas Vorbereitung auf den Kampf kurz ausgefallen war, gewann er durch K. o. in der vierten Runde und wurde damit erster deutscher Meister in der auch Super-Federgewicht genannten Gewichtsklasse. Goschkas letzter Kampf ging im April 1964 über die Bühne, der Hamburger war als deutscher Leichtgewichtsmeister angetreten, verlor in Oldenburg jedoch gegen Karl Furcht aus Aachen. Nachdem Goschka in der sechsten Runde zu Boden gegangen war, warf sein Trainer Hanne Wichmann als Zeichen der Kampfaufgabe das Handtuch. Goschka war im Hamburger Stadtteil St. Pauli Inhaber der Kneipe Lange Theke.
2007 war Goschka in der Spiegel-TV-Reportage Der Penny-Markt auf der Reeperbahn zu sehen.